# 荷蘭皇家海軍
荷蘭皇家海軍即荷蘭的海軍部隊。

## 歷史

### 荷蘭黃金時代

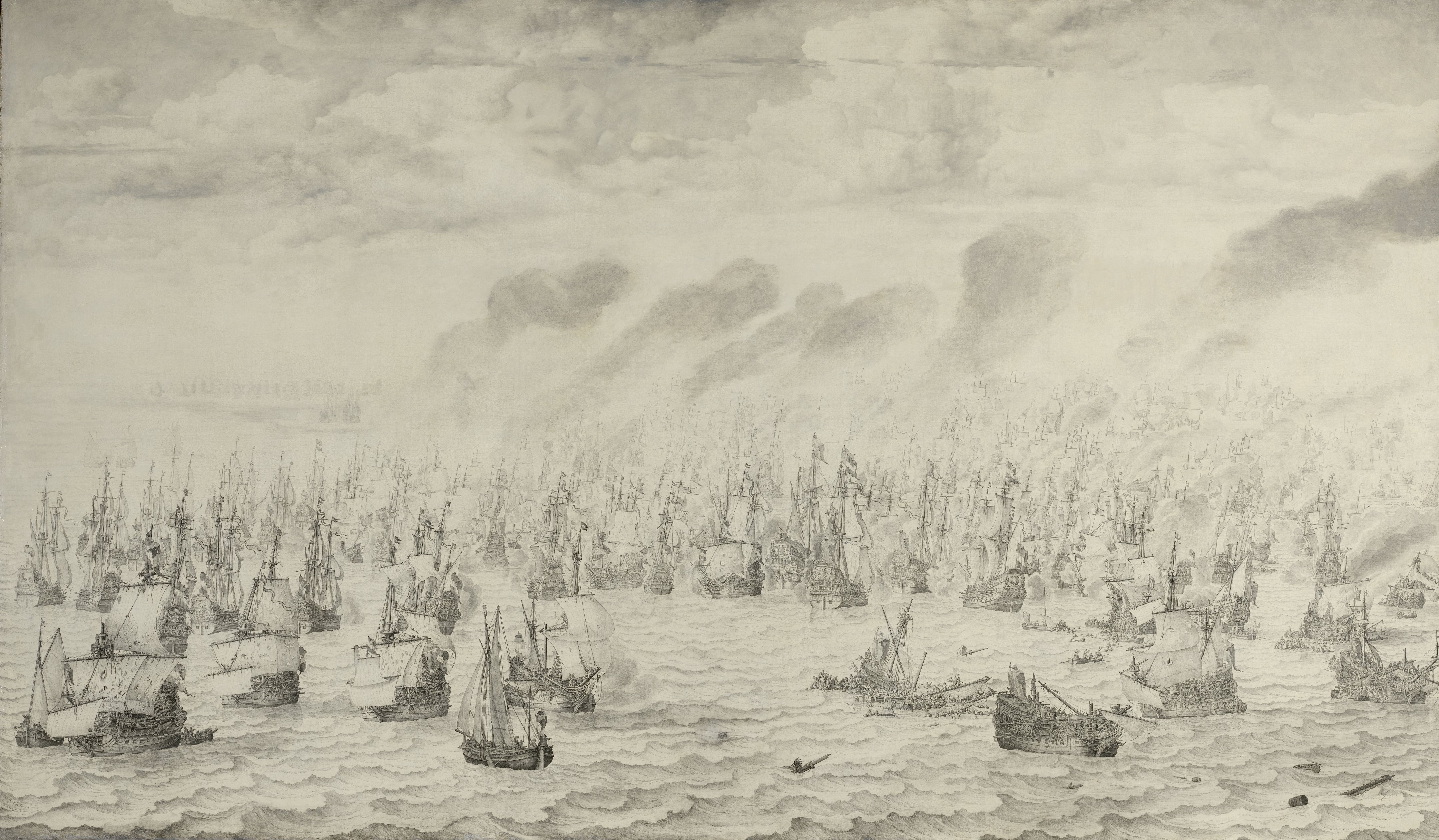
戰鬥在1653年的席凡寧根在第一次英荷戰爭

荷蘭海軍擁有悠久的歷史。自16世紀後期開始多次參與歐洲戰役，最初為了脫離西班牙而在歐洲海域作戰，稍後為了保障世界上的航線，貿易和殖民地，特別參與四次英荷戰爭。

### 第二次世界大戰

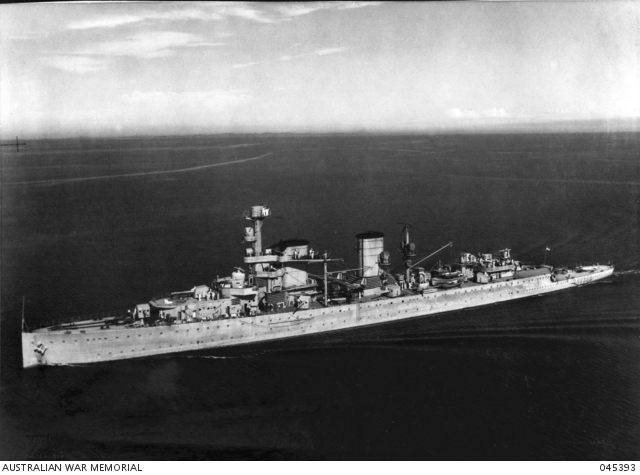
爪哇號輕巡洋艦，1941年

在第二次世界大戰期間，荷蘭海軍加入盟軍，在荷蘭被納粹德國征服後，荷蘭海軍把司令部遷往倫敦和小部分遷往斯里蘭卡與澳大利亞 。
荷蘭皇家海軍負責執行運輸，例如在敦克爾克大撤退時，他們攻擊敵方目標以護送艦隊。戰爭期間，荷蘭皇家海軍為了保衛荷屬東印度而損失慘重，最慘烈的海戰就是爪哇海戰。
戰爭結束後，荷蘭和荷屬東印度（即印度尼西亞）關係產生巨變。日本投降兩天後印度尼西亞宣布建國，挫敗了荷蘭恢復殖民的計畫。經過四年的戰爭，荷蘭承認印尼獨立。1962年荷蘭駐紮在巴布亞新幾內亞的海軍被移交給了印尼，就因蘇聯對印尼從事軍事現代化的援助 ，故印尼總統蘇加諾有能力宣布其為一省。

### 和北約的合作

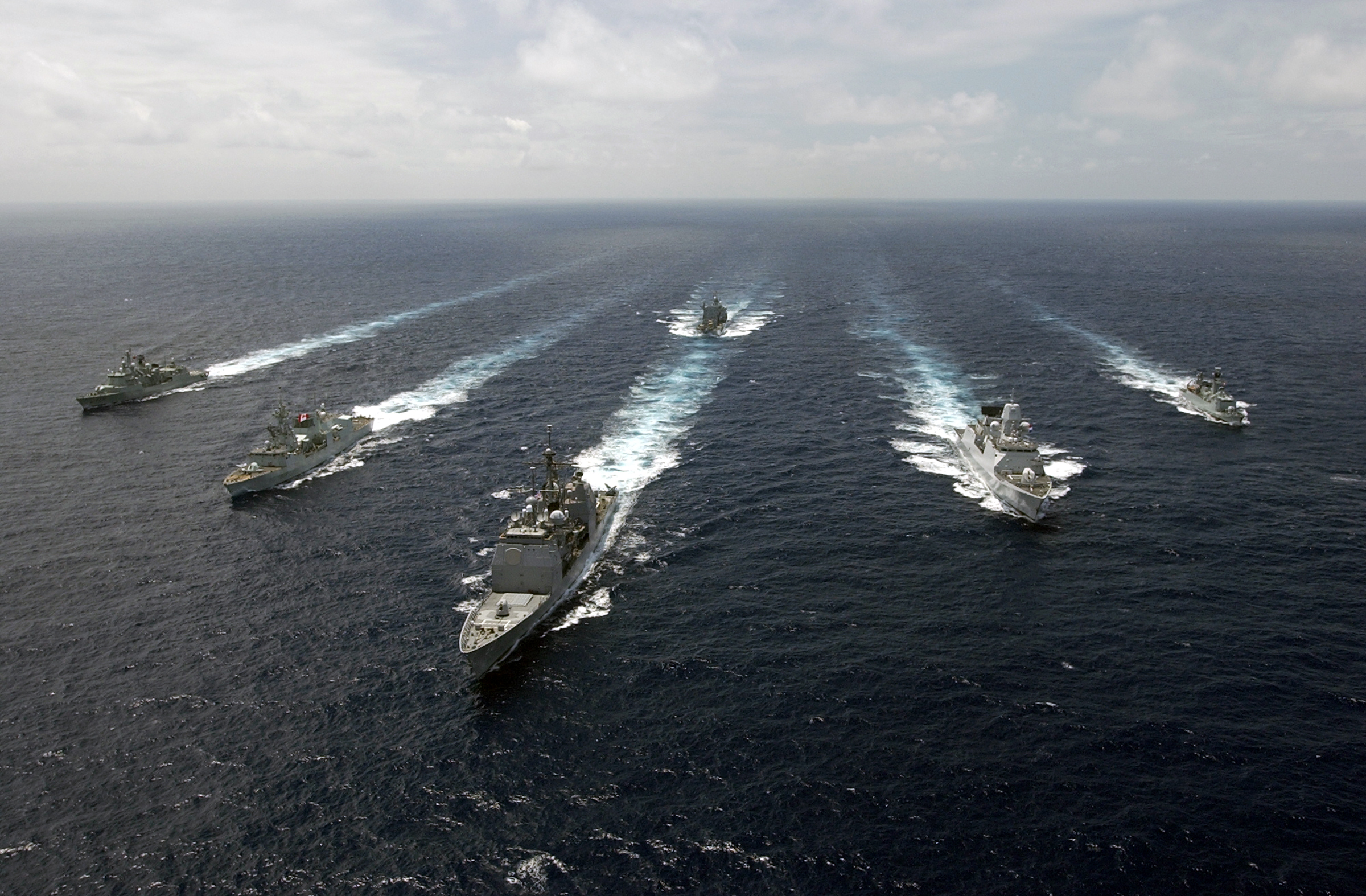
常設救國海事第一組於 2007年與 HNLMS埃弗森右二

北大西洋公約組織的軍事重點是陸軍、空軍，直到朝鮮戰爭 （1950-1953年），海軍得到更多的認可。政府允許建立兩支海軍中隊。除了一艘輕型航母卡雷尔多尔曼号，還有巡洋艦兩艘(七省級)，12艘 驅逐艦（4艘荷蘭級、8艘弗里斯蘭級），8艘潛艇，6艘巡防艦（范斯派克級護衛艦）和大批的掃雷艇 。
作為北約成員國，荷蘭和其他成員密切制定安全計畫。因應1955年華沙公約組織成立，東西之間的軍備競賽加劇。技術創新的迅速成長、核武器系統和遠程導彈引進雷達和聲納設備。地緣政治局勢允許穩定的軍事型態。從1965年起，荷蘭加入北約的某些常任中隊，例如：大西洋常備海軍部隊。

## 組織

### 海軍艦艇編隊
包含所有的水面戰艦，補給艦和兩棲支援艦隻。

### 潛艇單位
包含潛艇和支援艦。

### 探雷和掃雷單位
包含各種獵雷艦。

### 水域調查
由荷蘭皇家海軍海道測量局負責。

### 海軍航空單位
- 2支直升機中隊

### 海岸警衛隊
雖然荷蘭海岸警衛隊和荷屬加勒比海岸警衛隊不是正式軍的組成，然而其業務在海軍控制之下。

## 基地
主要的海軍基地位於北荷兰省登海爾德。次要海軍基地分布阿姆斯特丹和庫拉索島的威廉斯塔德以及鹿特丹、弗利辛恩等地港口。海軍陸戰隊基地在鹿特丹、多倫、泰瑟尔、庫拉索島威廉斯塔德和阿魯巴島薩瓦內塔。

## 軍事院校
位於登海爾德的荷蘭皇家海軍學院負責訓練荷蘭皇家海軍的人員。

## 装备
荷蘭皇家海軍主要有以下類別的船艦：
| 類                             | 類型         | 總額 | 日期      | 詳細資訊                 |
| ------------------------------ | ------------ | ---- | --------- | ------------------------ |
| 七省級巡防艦                   | 巡防艦       | 4    | 2002年    | 主要是防空反艦作戰       |
| 卡雷爾·杜尔曼(Karel Doorman)級 | 護衛艦       | 2    | 1994年    | 多功能任務               |
| 荷蘭級巡邏艦                   | 巡邏艦       | 4    | 2012年    | 多功能任務               |
| HNLMS Karel Doorman (A833)     | 補給艦       | 1    | 2014年    | 艦隊支援/補充            |
| 阿姆斯特丹級                   | 支援艦       | 1    | 1995年    | 艦隊支援/補充            |
| 阿爾克馬爾級                   | 獵雷艦       | 10   | 1989年    | 獵雷/掃雷                |
| 海象級                         | 潛艇         | 4    | 1994年    | 柴油電動潛艇負責深海作戰 |
| 鹿特丹級                       | 船塢登陸平台 | 2    | 1998/2007 | 運輸部隊和直升機         |

荷蘭皇家海軍的装备组成有：

### 水面艦艇
- 4艘七省級巡防艦（LCF常被劃為護衛艦，但在規模和武器，可列為驅逐艦）
  - HNLMS De Zeven Provinciën（F802）
  - HNLMS Tromp（F803）
  - HNLMS De Ruyter（F804）
  - HNLMS Evertsen（F805）
- 2艘KAREL DOORMAN級多功能護衛艦（也稱為M級）
  - HNLMS馮斯派克（F828）
  - HNLMS馮阿姆斯特爾（F831）
- 4艘荷蘭級巡邏艦
  - 荷蘭號（P840）
  - 澤蘭號（P841）
  - 菲士蘭號（P842）
  - 格羅寧根號（P843）

### 兩棲攻擊艦
- 2座船塢登陸平台（LPD）/兩棲運輸
  - HNLMS鹿特丹（L800）
  - HNLMS約翰德威特（L801）

### 潛艇
- 4 S802海象級油電攻擊潛艇。（在二十一世紀正提升性能）
  - HNLMS Walrus（S802）
  - HNLMS Zeeleeuw（S803）
  - HNLMS Dolfijn（S808）
  - HNLMS Bruinvis（S810）

### 探雷和掃雷艦艇
- 10艘（阿爾克馬爾級）掃雷艦
  - HNLMS Dolfijn（M853）
  - HNLMS Maasluis（M856）
  - HNLMS Dolfijn（M857）
  - HNLMS Middelburg（M858）
  - HNLMS Hellevoetsluis（M859）
  - HNLMS Schiedam（M860）
  - HNLMS Middelburg（M861）
  - HNLMS Zierikzee（M862）
  - HNLMS Vlaardingen（M863）
  - HNLMS Willemstad（M862）

三台無人掃雷飛機，其中14台將被收購
- 4艘A851地獄級潛水支援船。
  - HNLMS Cerberus（A851）
  - HNLMS Argus（A852）
  - HNLMS Nautilus（A853）
  - HNLMS Hydra（A854）

### 支援艦
- 1艘Zuiderkruis級補給艦
  - HNLMS Zuiderkruis（A832）

- 1艘Amsterdam級補給艦
  - HNLMS Amsterdam（A836）

- 1艘A900 Mercuur級魚雷回收船
  - HNLMS Mercuur（A900）

- 1艘A804 Pelikaan後勤支援艦，配屬荷屬安的列斯
  - HNLMS Pelikaan（A804）

### 水文勘測船
- 2艘A802 Snellius級水域調查船。
  - HNLMS Snellius（A802）
  - HNLMS Luymes（A803）

### 訓練艦
- 1艘A902 Snelliusan Van Kinsbergen級訓練艦
  - MOV Van Kinsbergen（A902）

- 1艘Y8050 Urania級帆船海軍訓練艦
  - HNLMS Urania（Y8050）

### 登陸艇（海軍陸戰隊）
- 5艘L9525 Mk2級登陸艇
  - L9525
  - L9526
  - L9527
  - L9528
  - L9529

所有的L9525式登陸艇升格為Mk2。這意味著擴大升級的船隻和提高有效負荷量。
- 6艘L9536 LCVP MKIII級登陸艇
  - L9536（被國會否決 2010年1月）
  - L9537
  - L9538
  - L9539（被國會否決 2010年1月）
  - L9540
  - L9541

- 6艘L9530 LCVP Mk2級登陸艇
  - L9530
  - L9531
  - L9532
  - L9533
  - L9534
  - L9535

未來幾年這12艘LCVP登陸艇，將取代12艘LCVP Mk5c登陸艇。

### 其他船舶
- 5艘A874林格級大型拖船。
  - HNLMS Linge（A874）
  - HNLMS Regge（A875）
  - HNLMS Hunze（A876）
  - HNLMS Rotte（A877）
  - HNLMS Gouwe（A878）

- 2艘Y8018布雷贊德級拖輪
  - HNLMS布雷贊德（Y8018）
  - HNLMS 布雷讚徳（Y8019

- 5艘Y8055斯海爾德級港口勤務船
  - HNLMS斯 Schelde（Y8055）
  - HNLMS Wierbalg（Y8055）
  - HNLMS Malzwin（Y8055）
  - HNLMS Zuidwal（Y8055）
  - HNLMS Westwal（Y8055）

- 1艘Y8536帕特里亞級近海油輪
  - HNLMS帕蒂亞（Y8536）

- 1艘Y8005 Nieuwediep級巡邏船
  - HNLMS Nieuwediep（Y8005）

- 2艘Y8200港務艦
  - Y8200
  - Y8300

- 1艘WM1 - 9002Jonge Jan級港務艦
  - Jonge Jan（WM1 - 9002）

- 1艘WM1 - 9003Jonge Prins 3級港務艦
  - Jonge Prins 3（WM1 - 9003）

- 3艘巡邏艦，配屬荷屬安的列斯（NAACGC JaguarP810，NAACGC Panter P811和NAACGC Poema P812）

### 海事直升機
- 21架SH - 14D Lynx級反潛直升機
- 20架NH90直升機（正在引進）

### 裝甲車（海軍陸戰隊）
- 106輛BV206S裝甲全地形運兵車
- 74輛BVS10裝甲全地形運兵車
- 20輛XA - 188輪式裝甲運兵車
- 4輛豹式1 BARV沙灘裝甲搶修車

### 非武裝車輛（海軍陸戰隊）
- 路虎卫士
- Unimog 1.2噸坦克
- DAF卡車

### 砲兵（海軍陸戰隊）
- RT-120（巴哈貝雷伊）120mm迫擊砲
- L16A2 81mm迫擊砲

### 單兵武器
- 迪瑪科C7A1 5.56毫米突击步枪
- 迪瑪科C8A1 5.56毫米卡賓槍
- 迪瑪科威盛C7 LSW 5.56毫米轻机枪
- 格洛克17半自動手槍
- FN MAG 7.62毫米通用機槍
- M2HB 12.7毫米（.50口徑）重機槍
- 斯泰爾SSG 69狙擊步槍
- 精密國際AWSM狙擊步槍.338拉普爾馬格南式
- 巴雷特M107 12.7毫米狙擊步槍
- HK MP5冲锋枪
- FN P90衝鋒槍
- M590A1霰彈槍
- AT4反坦克火箭筒
- Panzerfaust 3短距離反坦克武器
- 吉爾中程反坦克導彈
- FIM-92C Stinger-單兵攜帶地對空導彈

## 2012年未來海軍清單
在2012年荷蘭皇家海軍將完成，這些艦隊組成：
| 類              | 類型         | 總額 | 日期      | 詳細資訊                                 |
| --------------- | ------------ | ---- | --------- | ---------------------------------------- |
| 七省級巡防艦    | 護衛艦       | 4    | 2002年    | 主要是反空襲作戰                         |
| Karel Doorman級 | 護衛艦       | 2    | 1994年    | 多功能任務                               |
| Holland 級      | 海上巡邏艇   | 4    | 2011年    | 海洋巡邏                                 |
| Alkmaar級       | 掃雷艇       | 10   | 1989年    | 獵雷/掃雷                                |
| Amsterdam 級    | 補給艇       | 1    | 1995      | 艦隊支援/補充                            |
| Zuiderkruis級   | 聯合支援艦   | 1    | 2014年    | 聯合兩棲登陸作戰 /直升機平台及車隊的支援 |
| Rotterdam 級    | 船塢登陸平台 | 2    | 1998/2007 | 部隊和直升機運輸                         |
| Walrus級        | 潛艇         | 4    | 1994年    | 柴油電動潛艇深海作戰計畫                 |

總噸位將約140.000噸。
下一步海軍只保留更小的船艦像斯內利厄斯類水域調查船。
隨著這些變化，荷蘭皇家海軍將有10艘大型船艦調到大洋作戰。

## 未來變化
- 升級2艘卡雷爾Doorman級F827,其擁有SEWACO系統。這些升級後的船舶可以持續到2020-2025年
- 購買20艘NH90直升機，以取代目前山貓直升機。
- 購買新的聯合支援艦Zuiderkruis級 。荷蘭國防部日前宣布，該船將在2015年投入使用，並能結合海上補給能力，有能力作為一個海上平台支持兩棲行動（包括架CH - 47和AH - 64型直升機）。
- 大幅升級海象級潛艇，其中包括新的聲納，武器升級，AIP系統。
- 升級 Zeven Provincien級的LCF護衛艦劇院導彈防禦系統和。
- 增加編制荷蘭皇家海軍陸戰隊 。目前，一些單位的海軍陸戰隊正在重組。

### 彈道導彈防禦
隨著美國和其他一些北約成員國支援，荷蘭海軍測試和更新其船隻的戰術彈道導彈系統。4艘戰艦正在改裝為戰術彈道導彈。如果購買了美國批准的出口導彈，每年導彈的軍費將大幅提升（約 250 - 500萬美元）。

## 除役船艦
- 10艘Kortenaer級 ，（1979-2003年）- 8艘出售給希臘，2出售給阿拉伯聯合大公國
- 2艘雅各布凡海姆斯凱克級，（1986-2005） - 2出售給智利
- 6月8日KAREL DOORMAN級 ，（1991年至2008年）- 出售給智利，比利時和葡萄牙
- 2艘特勞姆級（1974年至2000年） - 報廢
- 1艘巨人級航空母艦卡雷爾多爾曼號 （1948年至1969年）向阿根廷出售

## 歷史船艦
- Hr.MsBuffel 號
- Hr.Ms. Abraham  Crijnssen 號
- Hr.Ms.De Ruyter 號
- Hr.Ms.Jacob van Heemskerk 號
- Hr.Ms.Kortenaer 號
- Hr.Ms.Java 號
- Hr.Ms.Tromp 號
- Hr.Ms.Bonaire 號
- Hr.Ms.Schorpioen
- Hr.。Ms.Johan Maurits van Nassau
- DeDelft（1783年至1797年  （页面存档备份，存于）鹿特丹的重建（德夫哈芬） （页面存档备份，存于）
- De Zeven Provinciën（1665年至1694年）

- 潛艇：
  - O-20

## 外部連結
- （荷兰文） 官方网站 （页面存档备份，存于）
- 荷蘭潛艇
- 荷蘭皇家海軍 （页面存档备份，存于）